# 圣马丁 (热尔省)
圣马丹（法語：Saint-Martin，發音：[sɛ̃ maʁtɛ̃] ⓘ）是法国热尔省的一个市镇，位于该省南部，属于米朗德区。

## 地名
法语人名在日常人名译名以及《世界人名翻譯大辭典》、《法语姓名译名手册》等主流人名译名类书籍资料中多译作“马丁”，不过在《世界地名翻译大辞典》、《世界地名译名词典》和《法国地图册》等主流地名译名类书籍资料中多译作“马丹”。
法语人名在日常人名译名以及《世界人名翻譯大辭典》、《法语姓名译名手册》等主流人名译名类书籍资料中多译作“马丁”，不过在《世界地名翻译大辞典》、《世界地名译名词典》和《法国地图册》等主流地名译名类书籍资料中多译作“马丹”。

## 地理
圣马丹（43°30'22"N, 0°22'31"E）面积9.07 平方千米，位于法国奧克西塔尼大區热尔省，该省份为法国西南部内陆省份，北起顺时针与洛特-加龙省、塔恩-加龙省、上加龙省、上比利牛斯省、大西洋比利牛斯省和朗德省接壤。
与圣马丹接壤的市镇（或旧市镇、城区）包括：贝尔杜、米朗德、奥斯河畔蒙克拉尔、圣莫尔。
圣马丹的时区为UTC+01:00、UTC+02:00（夏令时）。

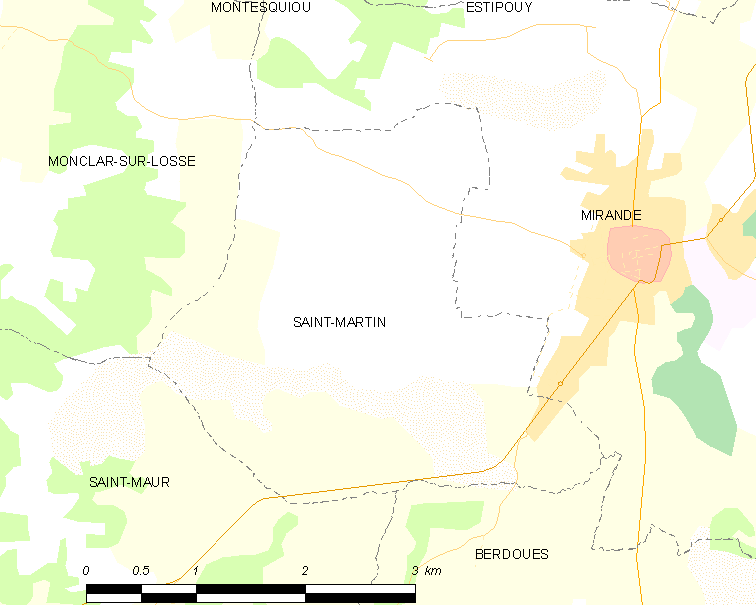
圣马丹的OSM定位图

## 行政
圣马丹的邮政编码为32300，INSEE市镇编码为32389。

## 政治
圣马丹所属的省级选区为米朗德-阿斯塔拉克县。

## 人口

1962-2008年间圣马丹人口变化图示

圣马丹于2022年1月1日时的人口数量为442人。